# Ara di Vetilia Egloge

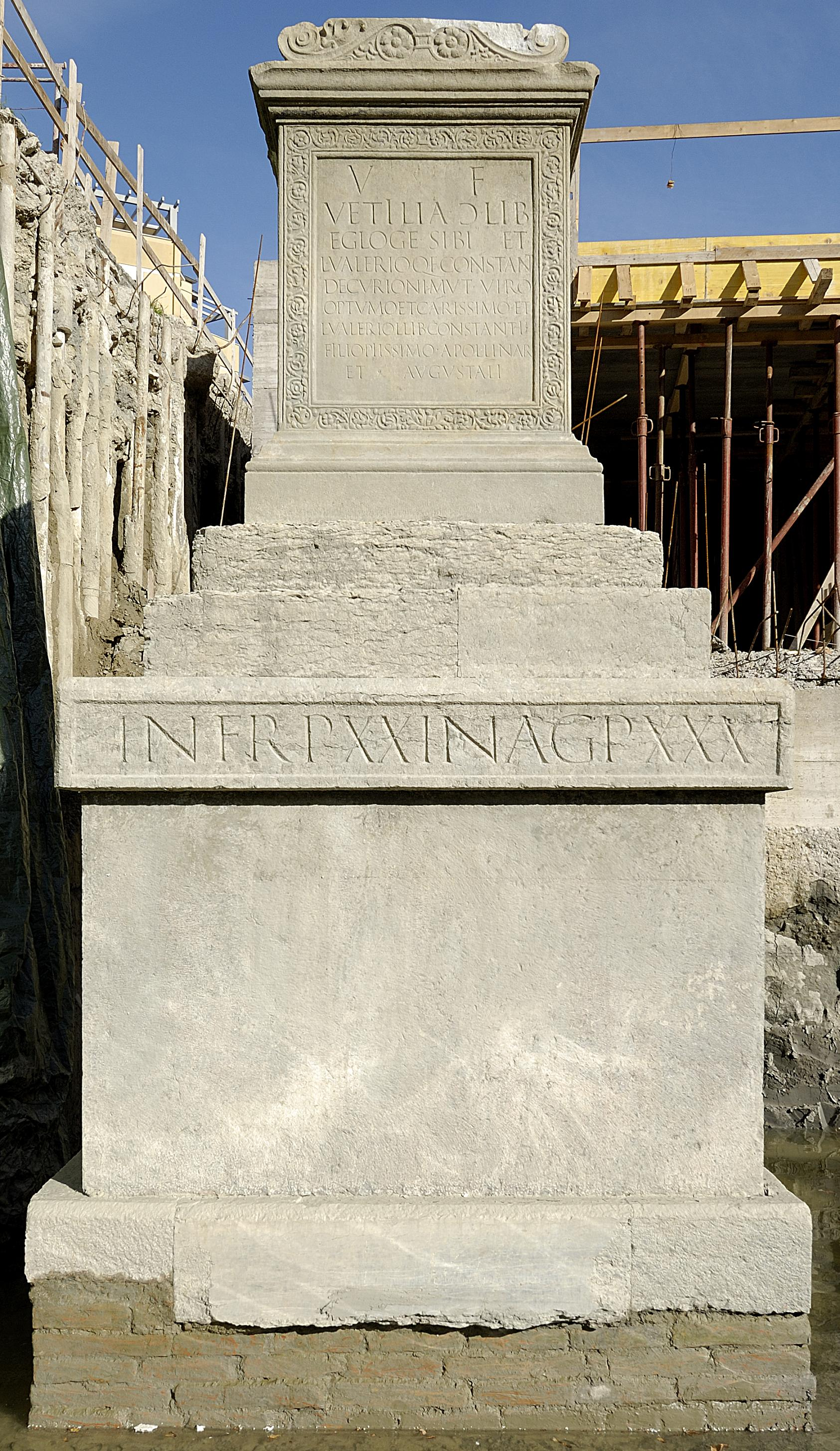
Ara di Vetilia durante il rinvenimento

L'Ara di Vetilia Egloge è un monumento funerario di età romana, rinvenuto a Modena nel 2007.
Il monumento risale alla fine del I sec. d.C. ed è parte del nucleo più consistente di testimonianze relative alla necropoli orientale della città di Mutina (nome romano di Modena) che si estendeva lungo la via Emilia a est della città. Il suo rinvenimento nell'area compresa tra la via Emilia, via Bonacini e via Pelusia risale al settembre 2007, durante i lavori di scavo per le fondazioni di un complesso residenziale all’altezza del sottopasso della ferrovia Modena–Sassuolo.
A fianco dell'Ara all'interno dell'area sepolcrale, sono stati rinvenuti i resti di quattro sepolture. 

## Descrizione
L'Ara è alta complessivamente oltre quattro metri. È formata da uno zoccolo composto da vari elementi lapidei, sul quale si erge un dado formato da quattro lastre disposte verticalmente, sormontato a sua volta da un basamento di tre gradoni composto da blocchi sovrapposti di pietra calcarea, sulla cui sommità è collocato un elegante altare parallelepipedo. 
L'altare presenta una dedica incorniciata da un elegante motivo vegetale e coronata da un pulvino, anch’esso decorato da due fiori con cinque petali ciascuno, racchiusi da girali di foglie. Sui lati minori si trovano scolpite le decorazioni rituali con i simboli delle libagioni offerte, ovvero una patera e una brocca. 
L’analisi delle pietre dell’Ara di Vetilia, eseguita dal Dipartimento di Scienze della Terra dell’Università di Modena e Reggio Emilia, ha portato all'identificazione di tre diverse tipologie lapidee: gli elementi della base sono in arenaria delle Prealpi veronesi e vicentine, la parte superiore è invece in marmo proconnesio, proveniente da una piccola isola nel Mar di Marmara.

## Iscrizioni
(iscrizione principale)
L'iscrizione sull'altare riporta la dedica della liberta Vetilia Egloge la quale fece erigere il monumento per sé, per il marito e per il figlio. 
Dall'iscrizione si può evincere che Vetilia era stata una schiava, come rivela il nome servile Egloge utilizzato come cognomen, poi resa libera da una donna, di cui probabilmente assunse il nome “Vetilia”. Di condizione servile era stato anche il figlio, affrancato dallo sposo della madre, Lucio Valerio Costante. Non ci è possibile sapere però se Vetilia, che concepì il figlio mentre era schiava, lo avesse avuto da una precedente relazione o se invece fosse il figlio naturale di Lucio.
I membri della famiglia di Vetilia Egloge erano personaggi importanti per la città di Mutina in quanto rivestivano cariche prestigiose: il marito era un decurione di Mutina, una delle massime cariche cittadine, il figlio era "apollinare e augustale", ossia membro di due congregazioni cittadine addette al culto dell’imperatore.
Un'altra iscrizione si trova sul basamento dell'Ara e riporta le misure dello spazio occupato dal lotto sepolcrale, corrispondenti a oltre 50 metri, uno dei più grandi fra quelli attestati a Mutina.
(Iscrizione sul basamento)

## Fortuna del monumento
In età tardoantica la base del monumento fu parzialmente seppellita da un’alluvione e nell’Alto Medioevo l’Ara, che continuava comunque ad essere in parte visibile, fu risparmiata dalla demolizione, al contrario di altri monumenti nella zona, dai quali si ricavavano pietre da costruzione o materia prima per produrre calce. 

## Storia del ritrovamento
Nel settembre del 2007 a circa 550 metri ad Est del perimetro orientale della città romana di Mutina, sono stati scoperti e documentati una successione di depositi sedimentari di origine alluvionale che si alternavano a suoli antichi per una profondità di circa 6 metri. All'interno di questi strati sono stati intercettati monumenti funerari, riferibili alla necropoli orientale di Mutina, disposti sul lato settentrionale dell’antica via Emilia. Sul piano di calpestio individuato a circa 5,5 metri di profondità, poggiava l'imponente ara funeraria di Vetilia Egloge, di oltre quattro metri di altezza e 25 tonnellate di peso. Il monumento era inserito all’interno di un recinto funerario di circa 50 mq nella cui area sono state rinvenute quattro sepolture ad incinerazione deposte in momenti diversi, collocate sul retro del monumento, sul lato Nord: due tombe del tipo "alla cappuccina" (coppie di tegole disposte a spiovente a copertura del luogo di deposizione dei resti) con corredo e due deposizioni in fossa semplice, una sola delle quali fornita di corredo, presumibilmente da riferire ai tre personaggi indicati nell’iscrizione più un quarto personaggio appartenuto verosimilmente alla stessa famiglia.
In tutta l'area sono stati trovati i resti dei rituali funerari compiuti dai parenti dopo la chiusura della tomba, rituali che consistevano in libagioni o nell'introduzione di offerte di cibi e bevande durante i riti di commemorazione dei defunti. 
Le deposizioni sono databili tra la fine del I e gli inizi del II sec. d.C..

## L'esposizione
Agli inizi di dicembre 2007, con una complessa operazione durata alcuni giorni, il monumento è stato portato nel Lapidario Romano del Museo civico di Modena nel cui percorso espositivo è stata inserita a partire dal 2008. 

## Curiosità
L’Ara di Vetilia Egloge è stata scelta per rappresentare simbolicamente il passato della città.
Una copia del monumento è stata collocata al centro della rotatoria fra la tangenziale Pasternak e la via Emilia, ovvero all'ingresso Est della città, quale esplicito riferimento ai monumenti che fiancheggiavano la grande strada consolare romana, una parte della quale è stata rinvenuta grazie agli scavi archeologici eseguiti proprio sotto la rotatoria.
La copia del monumento è stata realizzata utilizzando gli stessi materiali lapidei dell’originale.
Con una scansione laser si è ottenuto un modello 3D e sulla base di questo sono stati sbozzati meccanicamente i blocchi di marmo, poi manualmente rifiniti da uno scalpellino. Anche la vegetazione di cui è stata dotata la superficie della rotatoria si inserisce nel progetto di ricostruzione del paesaggio in quell'epoca: la scelta delle essenze deriva da analisi botaniche in scavo e quindi sono essenze attestate in età romana e presenti in origine nell'area di ritrovamento (cotogno, melograno, pino domestico, rosa canina, margherite/gerbere, malvoni, alloro). A concludere il tutto una lastra di acciaio semicircolare color ruggine sulla quale è inciso il nome della città nelle tre lingue in cui è attestato: Etrusco MUTHNA, Latino MVTINA, Italiano MODENA.